# STS-31
STS-31 byla mise amerického raketoplánu Discovery, která se uskutečnila ve dnech 24. dubna až 29. dubna 1990. Jejím cílem bylo vynést Hubbleův vesmírný dalekohled (HST) na oběžnou dráhu.

## Posádka
- Loren James Shriver (2), velitel
- Charles Frank Bolden (2), pilot
- Bruce McCandless (2), první letový specialista
- Steven Alan Hawley (3), druhý letový specialista
- Kathryn Dwyer Sullivanová (2), třetí letový specialista

## Zrození projektu
Myšlenka vynést dalekohled nad atmosféru a tím odstranit její rušivý vliv nebyla nová. Výhody, které by měl dalekohled na oběžné dráze si uvědomil německý raketový technik Hermann Oberth už v roce 1923. Trvalo však velmi dlouho, než se projekt s původním názvem Velký vesmírný dalekohled (LST-Large Space Telescope) podařilo uskutečnit. Studie dalekohledu byla publikována v roce 1969. Už tehdy bylo možné vyrobit vesmírný dalekohled s průměrem 3 metry, jak se původně plánovalo. Zůstávala pouze otázka, jak jej co nejlaciněji dostat do vesmíru. NASA se nakonec přiklonila k projektu raketoplánu, který mohl nejen dalekohled vynést na oběžnou dráhu, ale zaručit i servisní mise.
Osud dalekohledu byl však stále velmi nejistý. Po válce ve Vietnamu potřebovaly USA obnovit ekonomiku a tak se NASA dočkala mnohých finančních škrtů. Tyto škrty neminuly ani Velký vesmírný dalekohled, jehož průměr objektivu se zcvrkl z původních tří metrů na necelé dva a půl. Tehdy přestal být „velkým“ vesmírným dalekohledem a stal se z něj Hubbleův vesmírný dalekohled. Po mnohaletém úsilí byl nakonec projekt schválen v roce 1977, tedy ještě před vypuštěním prvního raketoplánu. Start dalekohledu se předpokládal na rok 1983.
Při realizaci projektu se však objevilo množství technických a finančních problémů, takže byl start postupně posouván až na srpen 1986. V lednu 1986 však došlo k tragédii raketoplánu Challenger. Všechny lety raketoplánů byly zastaveny a tak musel dalekohled čekat v bezprašné a klimatizované hale ještě čtyři roky.

## Přípravy na start
Raketoplán Discovery, který měl dalekohled vynést, strávil po návratu ze své předcházející mise STS-33 tři měsíce v přípravném hangáru OPF. Zde na něm byly prováděny úpravy, údržba, přípravy na let a kontrola jednotlivých systémů. Původně se počítalo se startem už koncem února, ale protože se nevykonala všechna nutná měření, bylo třeba z opatrnosti start odložit. Právě netěsnost spoje motorů SRB byla příčinou tragédie raketoplánu Challenger. Do montážní haly Vehicle Assembly Building se orbiter Discovery přemístil 5. března. Odtud vyrazil 16. března na startovací komplex 39B. Dalekohled dorazil na rampu 25. března, ale vyskytly se první problémy. Když měl být umístěn do tzv. „bílé místnosti“ (klimatizovaná hala v blízkosti raketoplánu, oficiálně Payload Changeout Room), v dveřích do nákladového prostoru se vyskytli moskyti. Použití insekticidů v blízkosti tak citlivého zařízení jako je Hubbleův vesmírný dalekohled nepřicházelo v úvahu a tak byl hmyz vychytán do světelných pastí. Až po vyřešení problému s moskyty mohl být dalekohled vložen do nákladového prostoru. Stalo se tak 29. března.
Datum startu byl stanoven na 10. dubna. Vše probíhalo relativně hladce až do času T-5 minut. Palivový elektromagneticky poháněný ventil jednotky APU se zasekl v plně otevřené poloze a způsobil, že turbína pohánějící toto čerpadlo se rozeběhla až na příliš vysoké obrátky. Přestože to nebyla závažná chyba, bezpečnostní pravidla hovořila jasně: odpočítávání je nutné přerušit. Bylo nutné vyměnit celý systém APU. Start byl tedy přeložen na 25. dubna. Takto dlouhý odklad zapříčinila další komplikace: akumulátor baterie z HST bylo třeba vyjmout a znovu dobít.
25. dubna opět došlo k přerušení odpočítávání. Jednalo se pouze o malou chybu v programu a po třech minutách se odpočítávání znovu rozeběhlo. Ve 12.33.51 UT zážehem motorů SRB start úspěšně začal.

## Průběh letu

### Navedení na oběžnou dráhu a přípravy na vypuštění dalekohledu

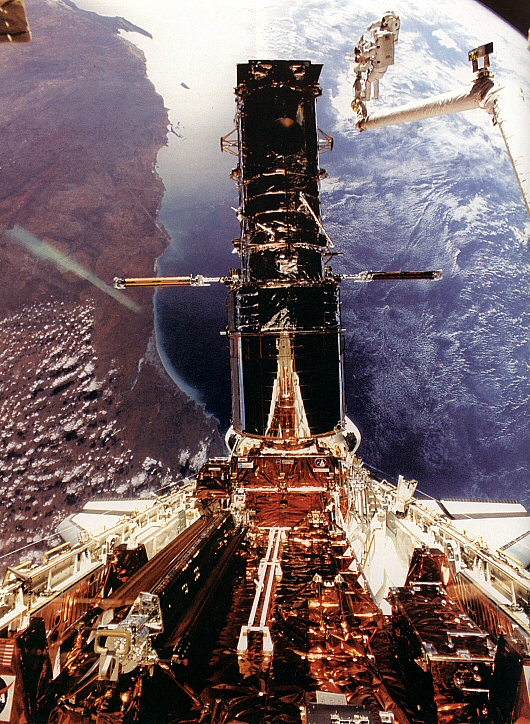
Hubbleův vesmírný dalekohled při vykládání z raketoplánu.

V čase T + 2 minuty 6 sekund se podle plánu oddělily motory SRB. Zážeh motorů OMS na dobu 3 min 23 sekund vynesl družicový stupeň raketoplánu na téměř kruhovou dráhu ve výšce 576-611 km. Po druhém obletu Charles Bolden otevřel dveře do nákladového prostoru a mohlo se úspěšně začít vykládání dalekohledu. Nejdříve se vyzkoušela funkčnost manipulátoru RMS a pomocí televizních kamer posádka ověřila, zda se dalekohled při startu nepoškodil. McCandless a Sullivanová se začali připravovat na případný výstup do otevřeného prostoru, který však nebyl potřebný, protože vše šlo podle plánu.

### Vypuštění dalekohledu
V čase 17.21 UT byl vyslán povel na aktivaci palubních vysílačů na HST. Tím pádem starost o dalekohled přebralo asi 300 techniků řídícího střediska Space Telescope Operations Control Center. V čase T +7 h 09 min zážehem motorů OMS Discovery dalším manévrem přešel na dráhu 613-615 km. Šlo o do té doby nejvyšší dráhu letu raketoplánu. Na nové dráze se astronauti mohli věnovat dalším experimentům a odpočinku. Povel na zahájení vlastního vypuštění HST dostala posádka Discovery od houstonského střediska v 10.37 UT. Pro vypuštění na samostatnou dráhu bylo třeba dalekohled nejprve opatrně vyzdvihnout asi 4,5 metru nad úroveň Discovery a potom ho otočit tak, aby se jeho nejtěžší část dostala nad pilotní kabinu raketoplánu a aby tubus dalekohledu, doposud uzavřený, mířil na kýlovou plochu kosmického letadla. Nejtěžší část manévru nastala hned na samém začátku operace, kdy astronauti ztratili přímý výhled na dalekohled a mohli se řídit pouze záběry pěti kamer a pomocí souřadnic palubního počítače. Hawley obsluhoval manipulátor RMS a McCandless a Sullivanová byli připraveni vystoupit do otevřeného prostoru. Když byl dalekohled správně orientován, vyslalo středisko v Greenbelte povel k vyklopení 4,8 metrů dlouhých pouzder se slunečnými panely. Správná činnost slunečních panelů byla pro úspěch HST životně důležitá. Přestože se zdálo, že se panely vyklopily správně, telemetrie nepotvrdila ukončení vysouvání. K oznámení ukončení vysouvání nedošlo ani po vysunutí 610 cm dlouhých křídel panelů. Křídla panelů nebyla vysunuta úplně. Řídící středisko dalo Sullivanové a McCandlessovi příkaz na přesunutí se do přechodové komory, aby závadu odstranili. V dalším pokusu v 18.59 UT se však vysunutí panelů podařilo i bez zásahu Sullivanové a McCandlesse.

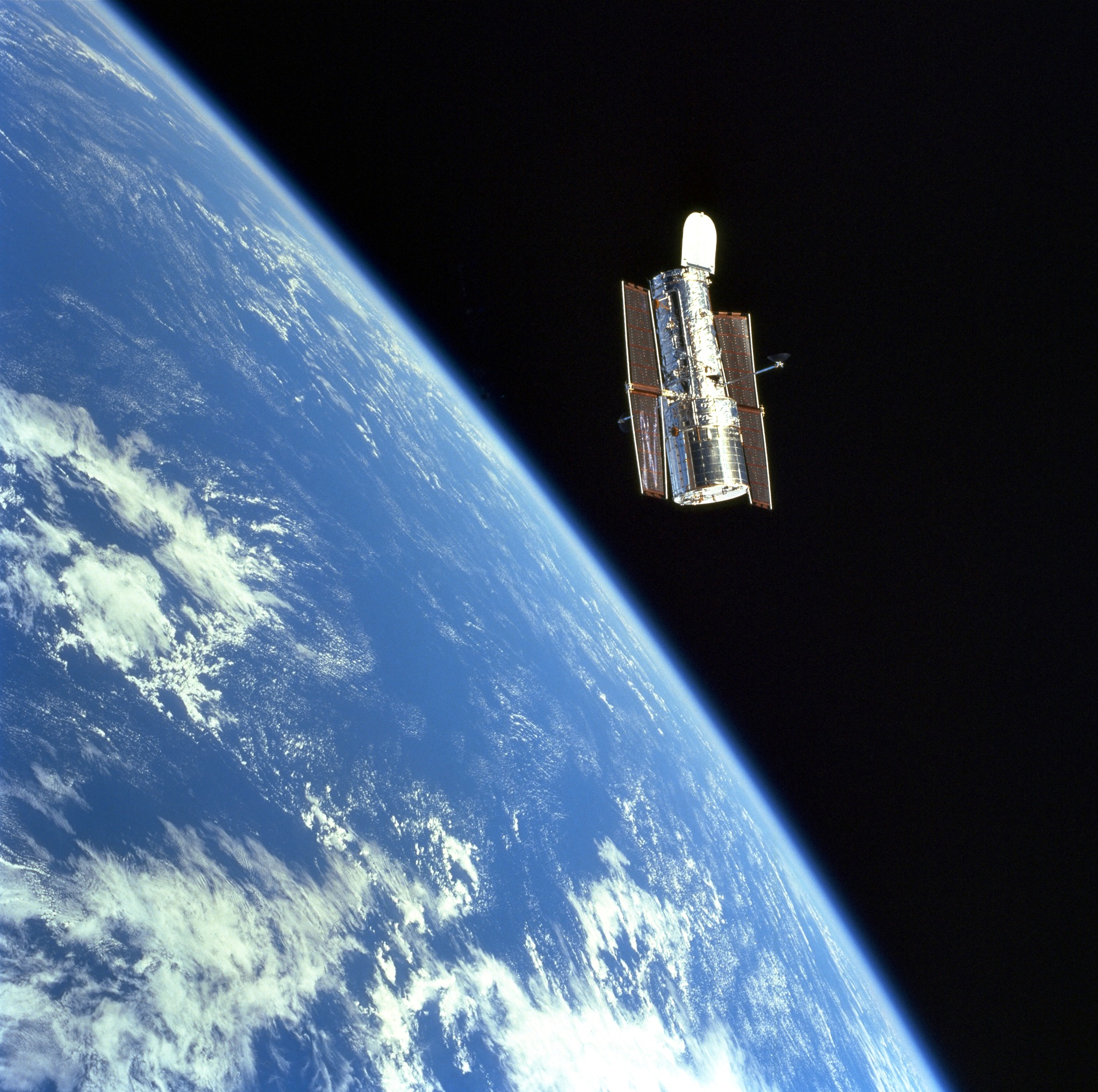
Pohled na Hubbleův vesmírný dalekohled z raketoplánu Discovery.

V 19.39 UT Hawley uvolnil úchytky na manipulátoru RMS a Hubbleův vesmírný dalekohled přešel na samostatnou dráhu. Třicet sekund po vypuštění Shriver odmanévroval raketoplán do 75 metrové vzdálenosti od dalekohledu. Dalším manévrem piloti převedli Discovery na takovou dráhu, aby sledoval HST ze vzdálenosti 100 km. Odtud se raketoplán mohl kdykoliv vrátit k dalekohledu, pokud by byl ještě nutný zásah astronautů.
S otevřeným krytu dalekohledu se počítalo 32 hodin po vypuštění. Kryt se podařilo, sice až na druhý pokus, úspěšně otevřít a tak Houston mohl otevření potvrdit posádce raketoplánu. Protože bylo vše v pořádku, v 19.05 UT raketoplán přešel na samostatnou dráhu.

### Přistání
28. dubna proběhly přípravy na přistání. 29. dubna v 12.37.26 UT při přeletu nad jižním cípem Afriky zažehli Shriver a Bolden oba dva motory OMS na dobu 4 minuty 29 sekund. V čase 13.19.21 UT vstoupil Discovery do atmosféry a na přistávací dráhu dosedl v 13.49 UT.